# 436
Cette page concerne l'année 436  du calendrier julien. Pour l'année 436 av. J.-C., voir 436 av. J.-C. Pour le nombre 436, voir 436 (nombre).
L'année 436 est une année bissextile qui commence un mercredi.

## Événements
- En Chine, le roi Tuoba Tao (T'o-pa T'ao) annexe le royaume Pei Yen (Yan du Nord, dans le Jehol), dernier débris des possessions Murong (Xianbei)[1].
- Siège de Narbonne par les Wisigoths[2].
- Voyage de Mélanie la Jeune à Constantinople la fin de l'année ; elle convertit son oncle Volusien, préfet du prétoire, qui malade, reçoit le baptême[3].

## Naissances en 436
- Childéric Ier, roi des Francs saliens et père de Clovis Ier.
- Wang Zhenfeng, épouse de l'empereur Ming de la dynastie Liu-Song.

## Décès en 436
- 1er novembre : Marcel, évêque de Paris (ou 436)[4].